# Днепропетровская улица (Санкт-Петербург)
Днепропетро́вская у́лица — улица в Центральном и Фрунзенском районах Санкт-Петербурга. Проходит от Транспортного переулка до Расстанного переулка и Расстанной улицы. Далее продолжается Камчатской улицей.

## История названия
Название улицы происходило от названия губернского города Екатеринослав, главного города Екатеринославской губернии. 
После переименования города в Днепропетровск улица также сменила своё название. 

## История
В XIX веке на месте современных Днепропетровской и Полтавской улиц существовала единая Военная улица, образующая ровную линию на карте города. Позже при прокладке путей к строящемуся Николаевскому (Московскому) вокзалу улица была разорвана, а два её участка стали называться Полтавской и Екатеринославской улицами.
В 2009—2011 годах две части Днепропетровской улицы, расположенные по обеим берегам Обводного канала и до этого никогда не связанные, были соединены мостом. Он был построен ОАО «Мостострой № 6» в рамках реконструкции набережных под Американскими мостами и открыт 21 ноября 2011 года. В 2012 году мост был назван Каретным — по Каретной части.

## Застройка
В начале (в северной части) чётная сторона улицы граничит с железнодорожными путями локомотивного депо Санкт-Петербург-Пассажирский-Московский. В доме № 2 расположено Железнодорожное училище, он же является фактическим адресом депо. В доме № 8 у Обводного канала расположен Фанерный завод. Здания между ними являются жилыми. На противоположном берегу Обводного канала на северной стороне расположено здание подстанции «Центральная» (дом № 10, построена на месте снесённого в 2007—2010 годах Ассоциацией по сносу зданий одноэтажного исторического здания и деревообрабатывающего завода). В доме № 18 расположен автобусный парк № 1 СПб ГУП «Пассажиравтотранс».
Нечётная улица состоит из жилых домов, между которыми и в которых «мостятся» различные предприятия. Дома конца XIX — начала XX века постройки находятся в плачевном состоянии из-за соседства с железной дорогой.
С южной стороны расположены преимущественно промышленные предприятия. Исключение — гостиница «Киевская», расположенная на нечётной стороне вблизи Автовокзала и нескольких жилых домов рядом. Между Днепропетровской улицей и расположенной западнее Нефтяной дорогой находится устье реки Волковки, впадающей в Обводный канал.